# Музей церковного наследия
Музей церковного наследия (лит. Bažnytinio paveldo muziejus) — музей, популяризирующий и изучающий историю католической церкви Литвы и традиции религиозного искусства.
Музей располагается в Старом городе Вильнюса — в вильнюсском костёле Святого Архангела Михаила и примыкающем к нему бывшем монастыре бернардинок, а также в Архикафедральном соборе-базилике Святого Станислава и Святого епископа Владислава с его подземельями и в колокольне собора.
Музей открыт со вторника по субботу с 11 до 18 часов. Не работает в воскресенье, понедельник и в дни государственных праздников. Накануне государственных праздников работает на один час короче. Посещение подземелий Архикафедрального собора-базилики с понедельника по субботу с 10 до 17 часов (доступ до 16 часов). Не работает в воскресенье, понедельник и в дни государственных праздников. Накануне государственных праздников работает на один час короче. Посещение колокольни в мае — сентябре с понедельника по субботу с 10 до 19 часов, в октябре — апреле с 10 до 18. Не работает в воскресенье, понедельник и в дни государственных праздников. Накануне государственных праздников работает на один час короче.
Стоимость билета 4,50 евро, льготный билет (для студентов, школьников, учителей, преподавателей, гидов, военных, полицейских, священников, пенсионеров, инвалидов, ссыльных членов Союза художников Литвы, Общества историков искусства Литвы, Общества археологов Литвы) — 2,50 евро. Скидка для семей (от трёх человек) — дополнительно 20 %. Возможно приобретение билета на посещение двух объектов (7,50 евро, со скидкой — 4 евро), трёх объектов — 10 евро (со скидкой — 5 евро). 

## История

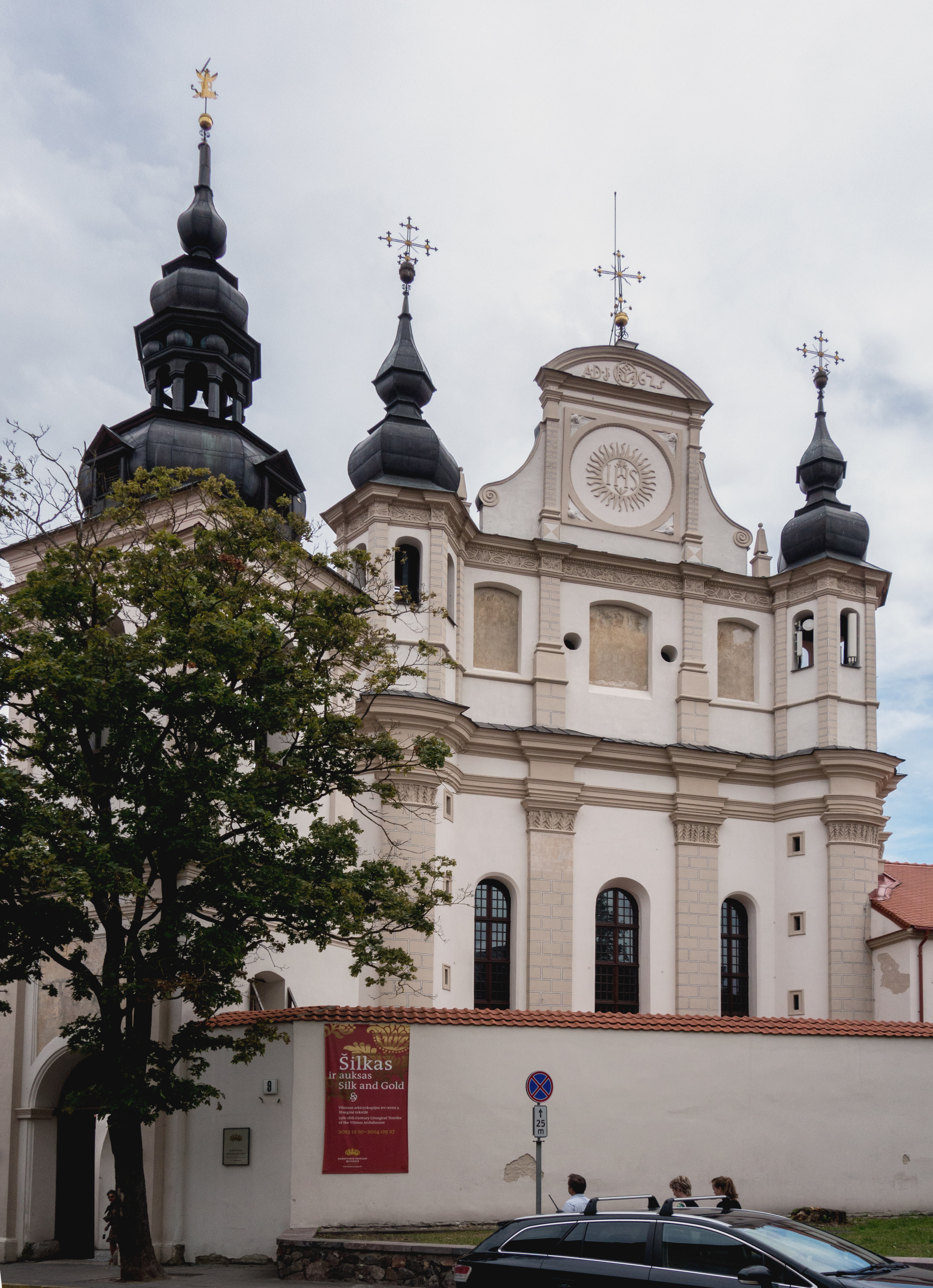
Вход в Музей церковного наследия

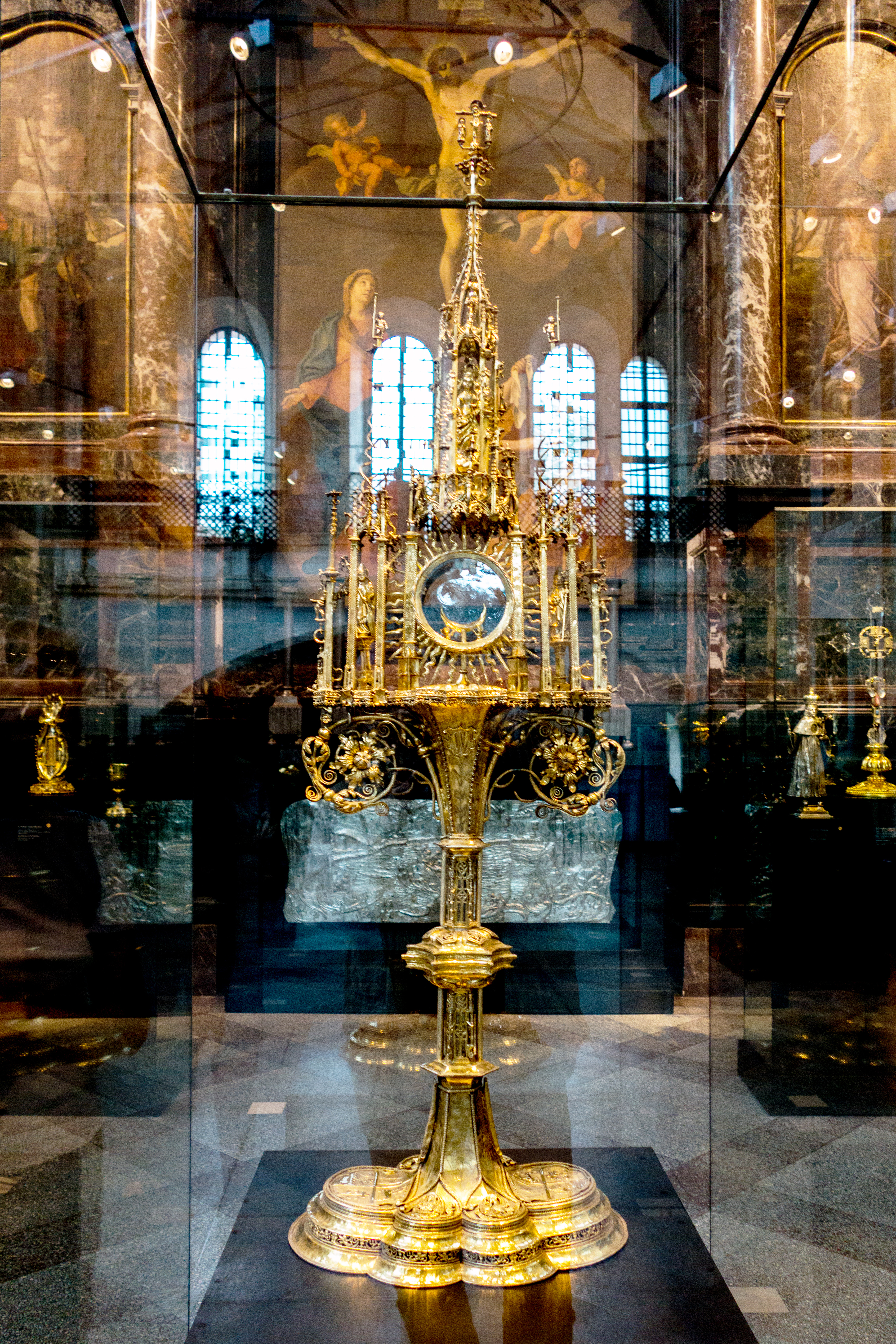
Большая монстранция. Вильнюс (1535). Серебро: ковка, литье, чеканка, гравировка, позолота; шлифованное стекло. Высота 150 см, основание 43 x 32 см. Дар канцлера и воеводы Альбрехта Гаштольда костёлу Святого Николая в Геранёнах. На время войны с Россией в середине XVII века монстранция вместе с другими ценными предметами была вывезена в Жемайтию, в 1698 году ввиду угрозы шведского нашествия была передана в кафедральный собор Вильнюса и с тех пор хранилась в его сокровищнице

В сентябре 1939 года, вскоре после начала Второй мировой войны, большая часть ценной литургической утвари кафедрального собора была тайно замурована в самом соборе, в нише стены между капеллами Гоштовтов и Святого Иоанна Непомука (ныне Капелла Ссыльных). Другая часть была оставлена для богослужений. После того, как советские власти закрыли кафедральный собор и превратили его в склад, часть ценностей была передана в Музей изобразительных искусств, другая часть бесследно исчезла. В 1955 году в кафедральном соборе, превращенном в Вильнюсскую картинную галерею, была размещена экспозиция изобразительного искусства. В 1985 году во время реставрации здания был случайно обнаружен тайник с сокровищами, укрытыми во время войны. Тогда из опасения, что ценные предметы сокровизницы будут присвоены советскими властями и вывезены в Москву, об открытии умолчали. Сохранившаяся в тайнике литургическая утварь была зарегистрирована и тайно перемещена в хранилища Литовского художественного музея. После восстановления независимости Литвы в 1999—2003 годах ценности сокровищницы экспонировались на выставке Литовского художественного музея «Христианство в искусстве Литвы».
В 2006 году началось их возвращение Вильнюсской архидиецезии.
Между тем монастырь бернардинок, которому принадлежал костёл Святого Архангела Михаила, в 1886 году был закрыт царскими властями, затем был закрыт и костёл, а находившиеся в нем ценности были разграблены или рассеяны по другим храмам. В межвоенный период костёл Святого Архангела Михаила был возвращён верующим, в 1921 году возобновился монастырь бернардинок. После Второй мировой войны костёл Святого Архангела Михаила был закрыт. В 1964 году здание пострадало от пожара. После этого в отремонтированном храме была открыта первая выставка Музея архитектуры. После восстановления независимости Литвы в 1993 году костёл и здания монастыря, были возвращены курии Вильнюсской архидиецезии.
7 октября 2005 года архиепископ вильнюсский митрополит кардинал Аудрис Юозас Бачкис учредил Музей церковного наследия. В том же году начались реставрационные работы в костеле Святого Архангела Михаила и находящегося рядом монастыря бернардинок. 18 октября 2009 года в костёле был открыт Музей церковного наследия. Ядром коллекции Музея церковного наследия стали сокровища Вильнюсского кафедрального собора, обогащенные собраниями других костёлов архидиецезии — костёла Посещения Пресвятой Девы Марии в Тракай, вильнюсского костёла Святых апостолов Петра и Павла, костёла Святого Николая в Вильнюсе.

## Экспозиция

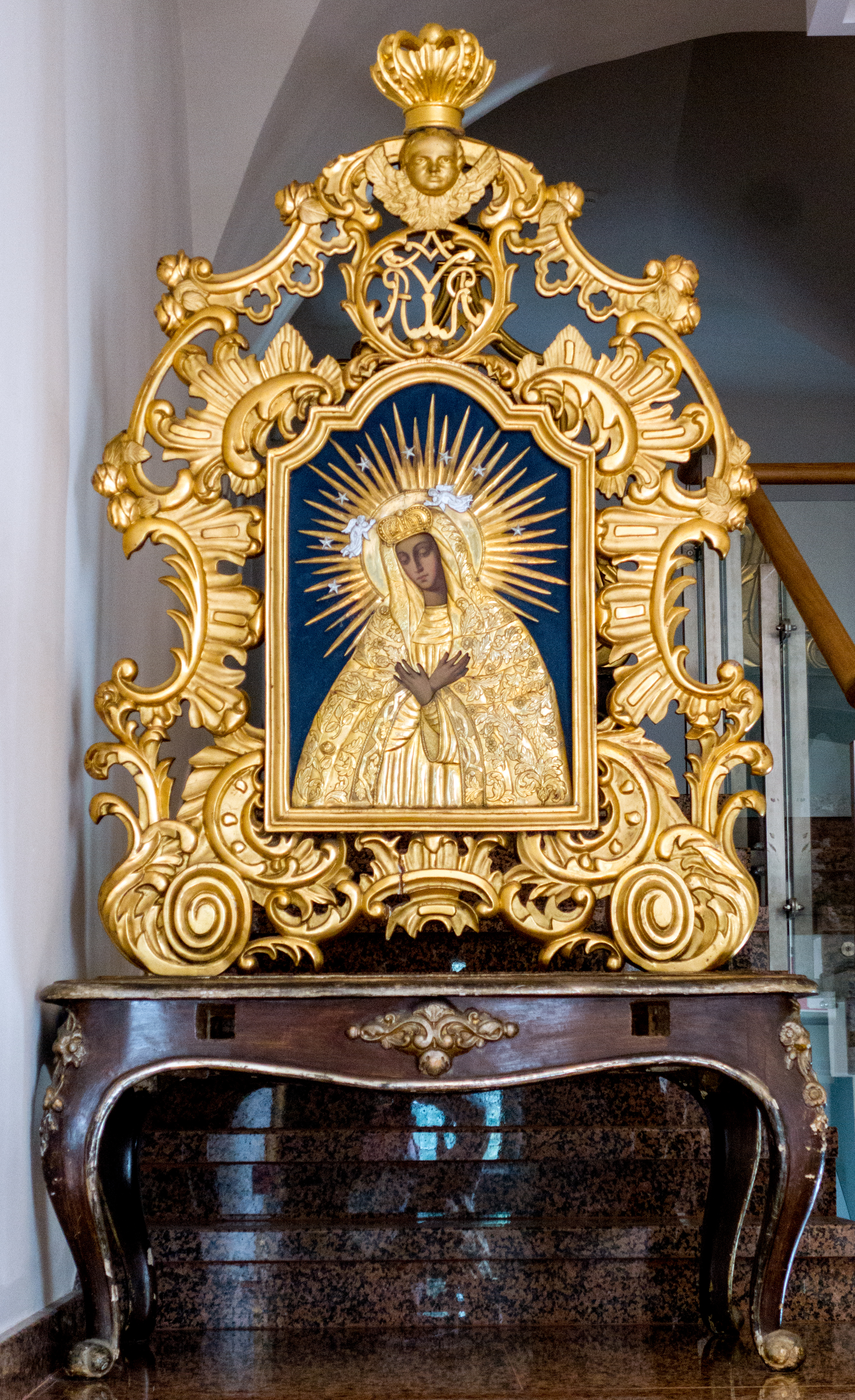
Феретрон (двухсторонняя выносная икона)
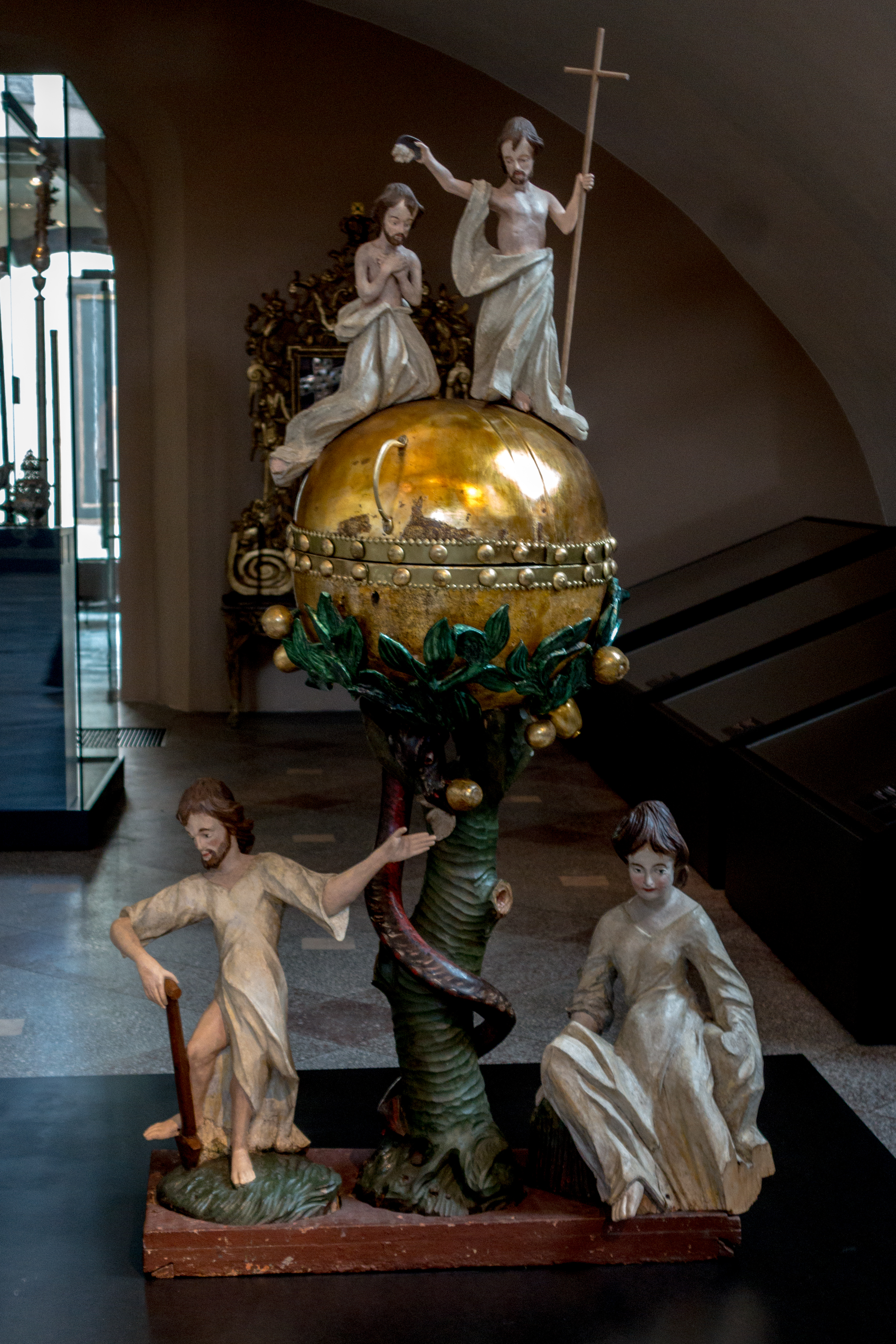
Купель из Жемайтской Кальварии
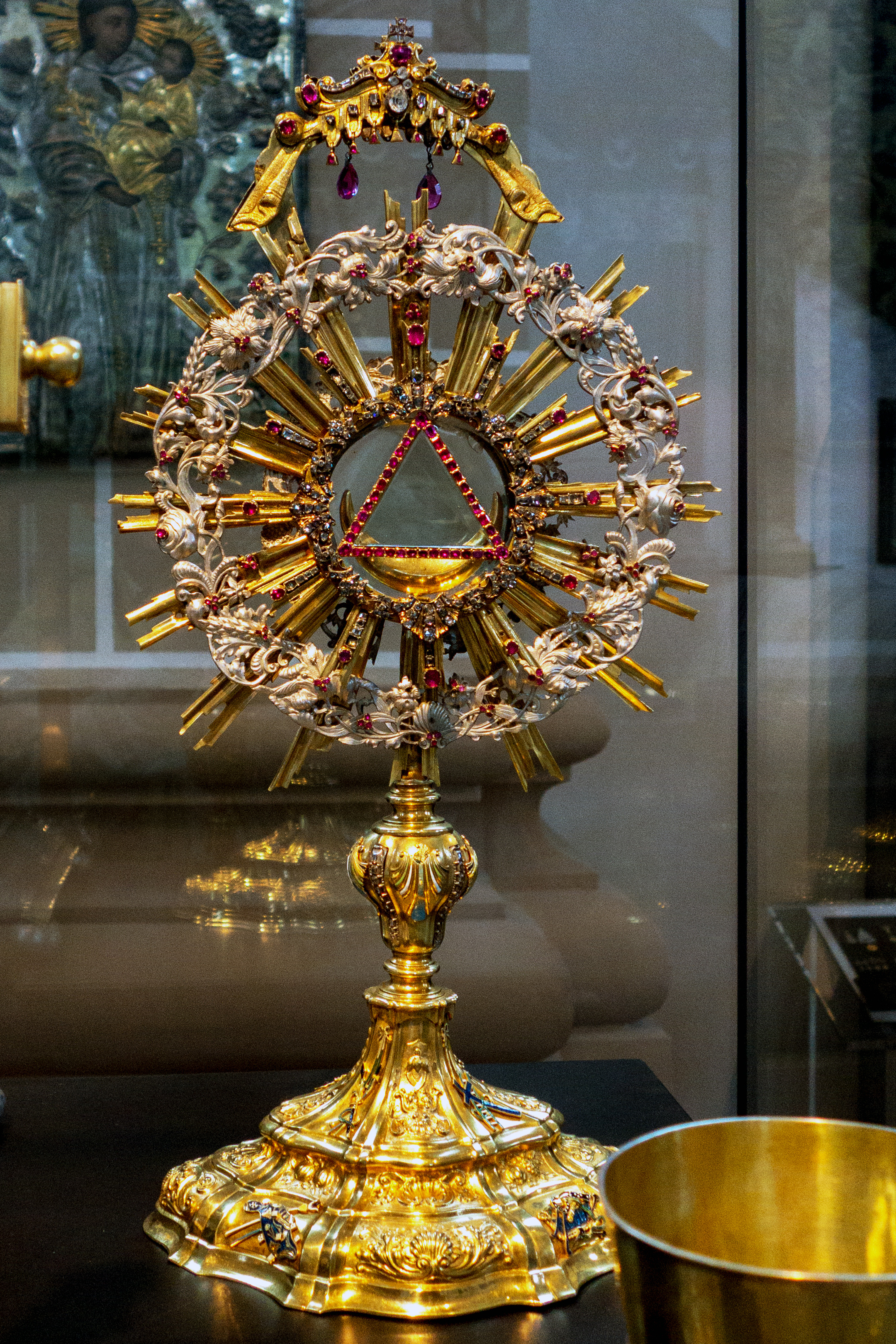
Серебряная монстранция (Вильно, до 1744)
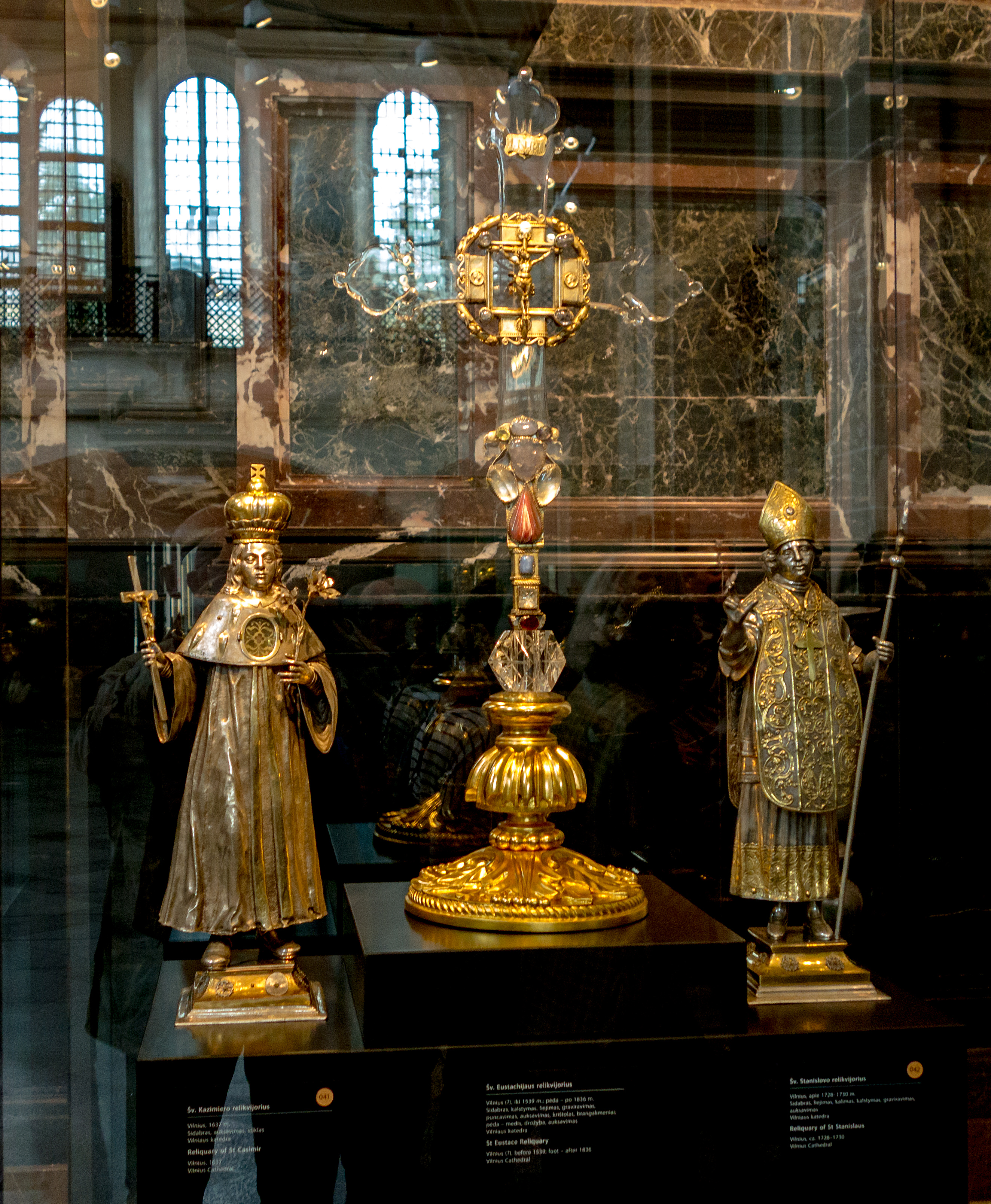
Реликварии святого Казимира (Вильно, 1637), святого Евстафия (Вильно, до 1539), святого Станислава (Вильно, около 1728—1730)

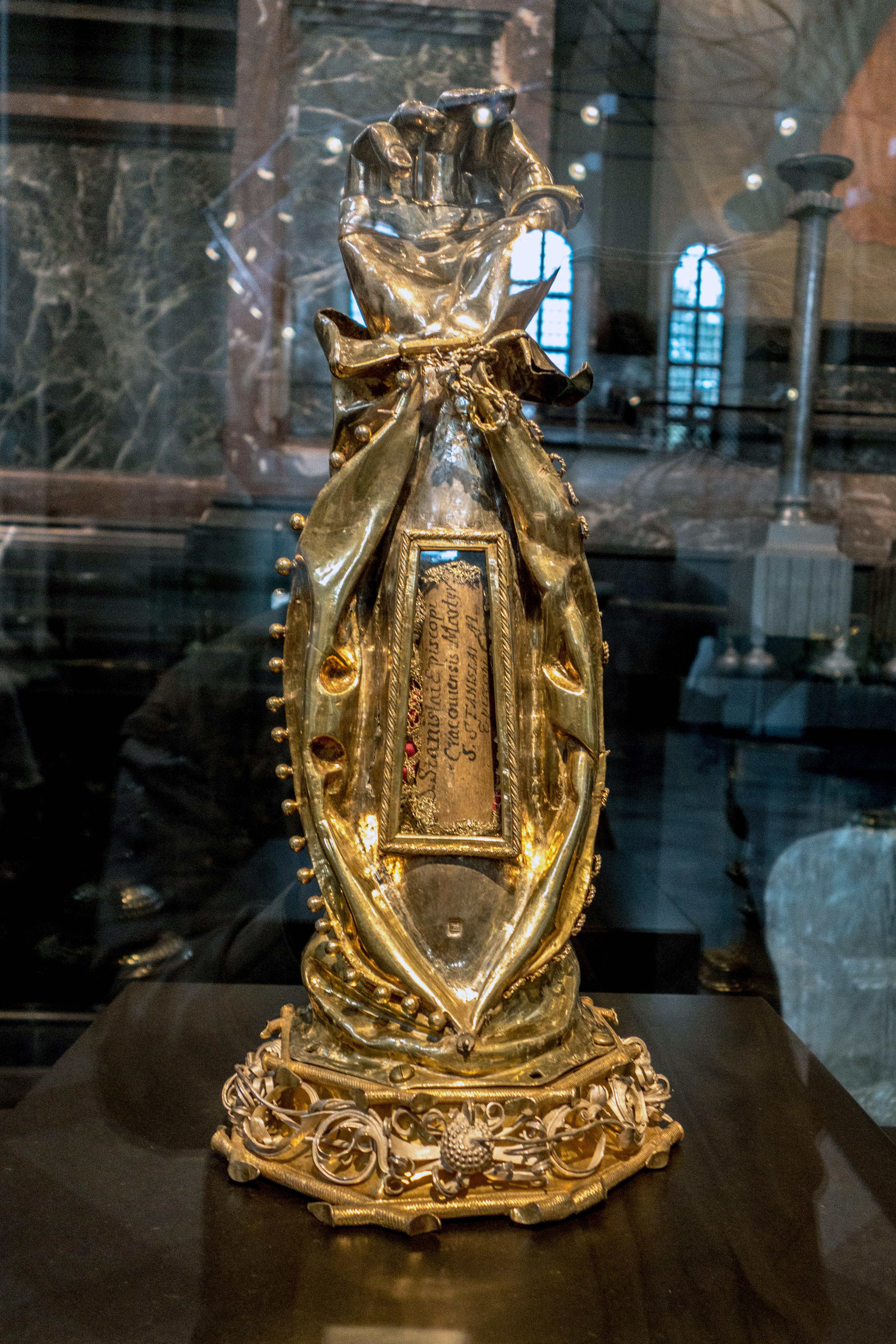
Реликварий святого Станислава (1500—1503)

Экспозиция Музея церковного наследия представляет самые ценные музейные экспонаты из храмов Вильнюсской архиепархии. Её ядро — дароносицы (монстранции) и реликварии, потиры, являющиеся шедеврами ювелирного религиозного искусства, другие художественные литургические изделия из дорогих материалов, а также церковные облачения, образцы церковного текстиля, епископские регалии (митры, посохи, пекторали), оклады икон и антепендиумы, переносные алтари и другие предметы для церковных процессий, книги.
Самый старый из хранящихся в музее реликвариев — реликварий святого Станислава (серебро, ковка, литье, чеканка, гравировка, позолота; шлифованное стекло; высота 40,6 см, диаметр основания 18,3 см). Документально не подтвержденное предание гласит, что в 1388 году капитул краковского кафедрального собора преподнес в дар Вильнюсскому кафедральному собору часть останков святого в день освящения собора. Однако реликварий датируется по крайней мере столетием позже, он характерен для готики конца XV века — начала XVI века. Относится к так называемому «говорящему» типу: его форма говорит о реликвии, которая находится внутри, — фрагменте кости руки епископа краковского святого Станислава. Документ 1503 года свидетельствует о том, что дважды в год, в дни торжеств в честь святого епископа 8 мая и 27 сентября, реликварий руки святого Станислава выставлялся в кафедральном соборе для публичного почитания. Перстень с сапфиром, надетое на палец реликвария, как предполагается, принадлежало какому-либо епископу и было принесено в вотивный дар святому Станиславу
Существенную часть Музея церковного наследия представляет сам костёл Святого Архангела Михаила с его архитектурным убранством, алтарями, саркофагами, криптой.
К Музею церковного наследия относятся также кафедральный собор с подземельями и колокольня собора.